# Mamajova mohyla
Mamajova mohyla (rusky Мамаев курган) je dominantní vyvýšenina západně od města Volgograd (dříve Caricyn, potom Stalingrad) v jižním Rusku. Pojmenována je podle Mamaje, emíra v tatarské Zlaté hordě. V současnosti je Mamajova mohyla památníkem bitvy u Stalingradu se sochou Matka vlast volá stojící na vrcholu.

## Historie
V období před začátkem 2. světové války byl kopec oblíbeným místem výletů obyvatel Stalingradu. Významným se stal za války. Mamajova mohyla je v topografických a vojenských mapách označována jako kóta 102. V boji o Stalingrad a jeho okolí měla značný vojenský význam jako pozorovatelna s panoramatickým výhledem po celém okolí. Boje o ni nastaly při boji o střed města. Pro obě bojující strany byla natolik důležitá, že se pokoušely ovládnout její vrchol za každou cenu, což mělo za následek obrovské ztráty na životech.
V září 1942 se boje stupňovaly, vyvýšenina a její přilehlé okolí byly několikrát dobyty a zase ztraceny. Mezi 16. září a 18. září na jejích svazích a v okolí vykrvácela skoro celá 13. gardová střelecká divize. Podobný osud potkal všechny bojové útvary, které se pokoušely tuto holou, trávou porostlou výšinu obsadit. Do konce září se na jejím svahu povalovaly tisíce mrtvých těl vojáků padlých v kulometné či dělostřelecké palbě a za bombardování. Dne 27. září 1942 dobyly vrchol kopce německé jednotky. Sovětská 284. střelecká divize se však udržela v zákopech na východním svahu. Udržela tak čelo největšího sovětského předmostí v Stalingradu a výrazněji neustupovala. Německá vojska držela vrchol a důležité svahy mohyly do ledna 1943.
Po skončení bojů byla půda nasáknutá krví bojovníků a plná šrapnelů a zbytků bomb, granátů, min a lidských těl. Jeden čtvereční metr obsahoval 500 až 1 250 drobných kovových částic. Zem zůstala černá dokonce i přes zimu, jelikož sníh kvůli silným explozím vydržel jen krátce. I dnes je možné na kopci jako i na jiných bojištích najít munici a lidské kosti.

## Památník

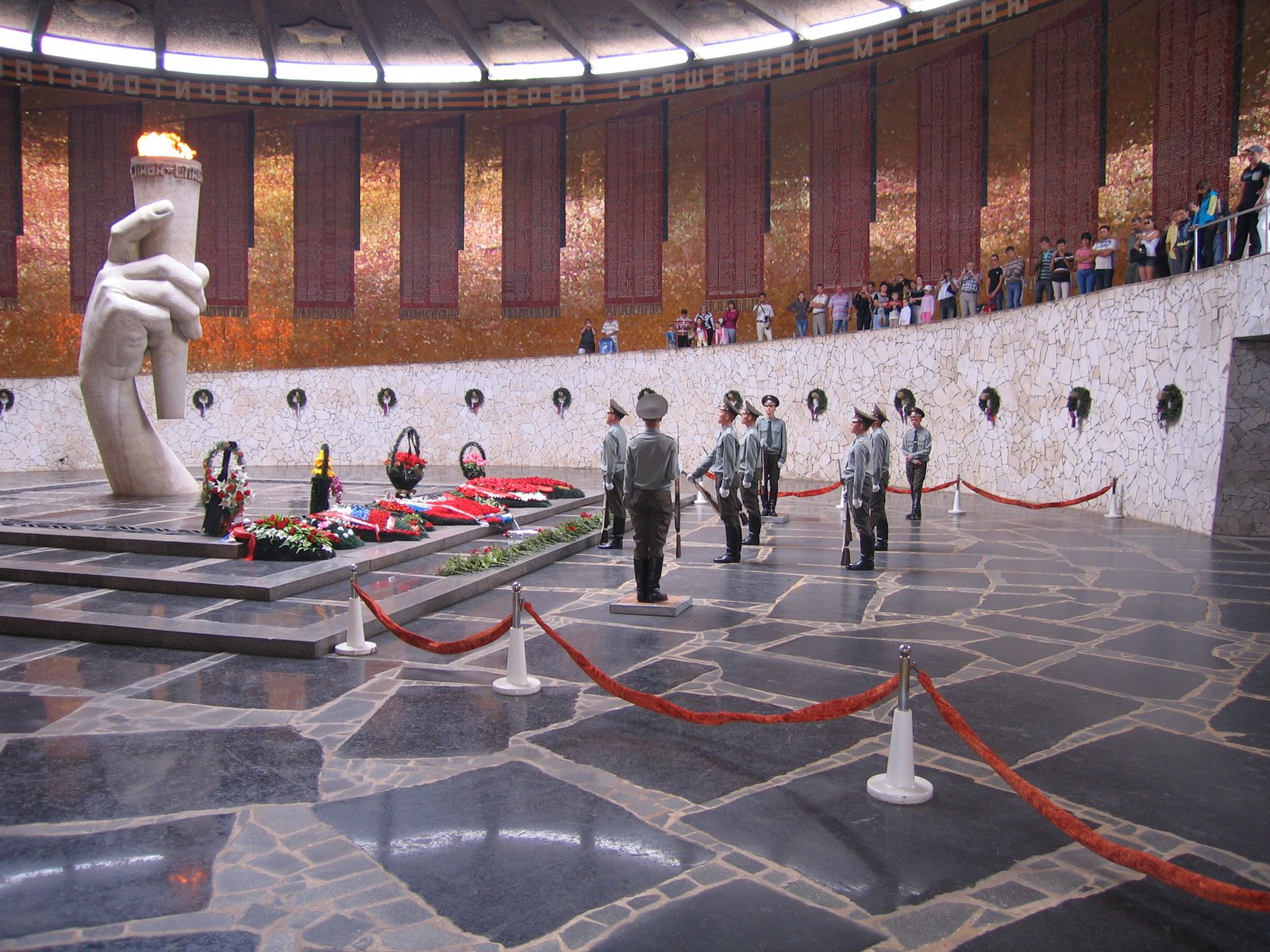
Věčný oheň

Po válce se na kopci začal stavět rozsáhlý areál, který se stal největším památníkem bitvy u Stalingradu. Autorem byl Jevgenij Viktorovič Vučetič a stavba byla dokončena roku 1967. Nejdůležitějším místem památníku je socha Matka vlast volá, stojící na vrcholu kopce. Jde o sochu ženy držící meč v póze, jako by volala do boje. Socha je 85 metrů vysoká (tj. téměř dvakrát vyšší než Socha Svobody bez podstavce), a je tak největší sochou ženy na světě. Součástí památníku je masový hrob neznámých sovětských vojáků a hřbitov. Na něm jsou pohřbeni vojáci, kteří zahynuli v bojích o město, ale i ti, kteří se bojů zúčastnili, ale zemřeli až po válce a pochováni jsou tam jako na čestném pohřebišti. Například Vasilij Ivanovič Čujkov, maršál Sovětského svazu, či legendární stalingradský sniper Vasilij Zajcev oceněný Zlatou hvězdou Hrdiny Sovětského svazu.